# سفارة كوريا الجنوبية في بلجيكا
سفارة كوريا الجنوبية في بلجيكا هي أرفع تمثيل دبلوماسي لدولة كوريا الجنوبية لدى بلجيكا. تقع السفارة في بروكسل وهي تهدف لتعزيز المصالح الكورية جنوبية في بلجيكا.

## وصلات خارجية
- قائمة سفارات كوريا الجنوبية
- قائمة السفارات في بلجيكا